# 認知主義
認知主義又名認知學派 (Cognitivism)，是一種學習理論，與行為主義學派的理論相對。認知學派學者認為學習者透過認知過程（cognitive process），把各種資料加以儲存及組織，形成知識結構（cognitive structure）。

## 學習理論
- 沃尔夫冈·苛勒的頓悟學習法（英语Insight Learning）：
  - 提出知覺是以痕跡的形式保留
  - 提倡記憶與想像對學習的重要性
  - 學習是對問題情境的整體領悟
  - (參看：庫勒實驗：讓猩猩學習的過程)
- 潛在學習法（Latent Learning）：
  - 學習如果沒有相應的驅動力或酬賞的狀況下，學習時行為上沒有大改變。相反，若有鼓勵或酬賞的話，結果會有較明顯的進步。
- 訊息處理論（Information Processing Model）
  - 訊息的構成
  - 編碼、解碼；貯存、忘記

## 治療應用
- 認知治療（英语：Cognitive therapy）[1]與憂鬱認知三角[2]
- 認知行為療法
- 理情行為治療（英语：Rational emotive behavior therapy）[3]，透過糾正患者的錯誤知來改變對個人情緒管理

## 參看
- 學習理論
- 建構主義
- 認知科學
- 著名的認知主義者：
  - 瑞士著名認知心理學家皮亞傑
  - 托爾曼